# Данеш, Дариус
Дариус Кэмпбелл Данеш (англ. Darius Campbell-Danesh; 19 августа 1980, Глазго — 11 августа 2022, Рочестер, Миннесота) — британский певец, автор песен, музыкант, актер и кинопродюсер.

## Ранние годы
Данеш родился в Глазго 19 августа 1980 года в семье матери-шотландки Эврил Кэмпбелл и отца-иранца Бута Данеша, его семья живёт в Бирсдене. У него есть младшие братья — Ария (1983 г.р.) и Сайрус (1995 г.р.). Посещал начальную школу Беарсдена и Академию Глазго, изучал английскую литературу и философию в Эдинбургском университете.

## Карьера
Профессиональная карьера Данеша началась с роли в авангардной постановке шотландской оперы «Трояны». Подростком он выступал в Королевском оперном театре Ковент-Гарден с шотландской оперой в постановке «Кармен».
В 2001 году получил известность после выступления на британском конкурсе талантов Popstars. Год спустя он был выбран в финал телевизионного шоу талантов Pop Idol. Он отказался от контракта Саймона Коуэлла со звукозаписывающей компанией, вместо этого подписал контракт с продюсером Стивом Лиллиуайтом.
Под псевдонимом Darius он записал два студийных альбома: Dive In (2002) и Live Twice (2004), оба из которых вошли в топ-40 британского чарта альбомов. Его дебютный сингл «Colourblind» достиг 1-го места в UK Singles Chart в 2002 году. Его следующие синглы, «Rushes» и «Incredible (What I Meaned to Say)», вошли в десятку лучших в Великобритании в 2002 и 2003 годах соответственно.
Данеш исполнил роль Билли Флинна в постановке «Чикаго» в Вест-Энде. Он сыграл главную роль Ская Мастерсона в мюзикле «Парни и куколки», удостоенном премии Оливье, и главную роль Ретта Батлера в театральной адаптации сэра Тревора Нанна «Унесенные ветром».
В 2010 году он учился у тенора Роландо Вильясона, выиграл конкурс ITV Popstar to Operastar. Крупнейшей оперной постановкой Великобритании стал его оперный дебют в «Кармен» на O2 Arena с Королевским филармоническим оркестром. В возрасте 29 лет он исполнил главную роль Эскамильо, любовника Кармен. Также в 2010 году он отправился в тур The History of the Big Bands, которое отправляет зрителей в музыкальное путешествие по эпохе биг-бэнда и свинга.

## Личная жизнь
С 2003 по 2004 состоял в отношениях с британской моделью Джеки Эйнсли. В 2011 году женился на канадской актрисе Наташе Хенстридж. Они подали на развод в июле 2013 года. Развод был завершен в феврале 2018 года.

## Смерть
В заявлении его семьи от 16 августа 2022 года было объявлено, что Кэмпбелл был найден без сознания 11 августа 2022 года в своей квартире в Рочестере, штат Миннесота, и был объявлен мертвым позже в тот же день.

## Дискография
- Dive In (2002)
- Live Twice (2004)